# Gregorio Ordóñez Fenollar
Gregorio Ordóñez Fenollar (Caracas, 21 de juliol de 1958 - Sant Sebastià, 23 de gener de 1995) va ser un polític espanyol del Partit Popular, establert al País Basc i que va ser assassinat per ETA quan era diputat del Parlament Basc. Encara que va néixer a Veneçuela, la seva família es va instal·lar a Sant Sebastià el 1965 i allí va realitzar els seus estudis primaris i mitjans. Llicenciat en Ciències de la informació per la Universitat de Navarra.

## Regidor de Sant Sebastià
Després d'una breu etapa de treball com periodista, va ingressar a Noves Generacions d'Aliança Popular i al maig de 1983, amb tot just 24 anys, va ser escollit per primera vegada regidor de l'ajuntament de Sant Sebastià. En aquesta legislatura va assumir la Regidoria de Legalitat Urbanística, des de 1987 la seva regidoria va ser la de Turisme i Festejos i des de 1991 la d'Urbanisme, sent també el Primer Tinent d'Alcalde. Va encapçalar la candidatura en les tres ocasions i s'havia aprovat que també ho faria el 1995.

## Creixement del Partit Popular basc
Malgrat el predomini polític dels partits nacionalistes bascos a Guipúscoa i a la pressió de la banda terrorista ETA, la candidatura d'Aliança Popular encapçalada per Ordóñez, va millorar progressivament els seus resultats electorals al País Basc, continuant posteriorment sota la denominació de Partit Popular aconseguint que, en les eleccions al Parlament Europeu de juny de 1994, la seva llista fora la més votada de Sant Sebastià. Sis mesos després, Gregorio Ordoñez va ser reelegit diputat del Parlament Basc.

## Assassinat per ETA
El 1992, després de la caiguda d'Artapalo a Bidart, la nova direcció d'Euskadi Ta Askatasuna (ETA) va establir com a objectiu prioritari atemptar contra dirigents del Partit Popular (PP), Partit Socialista Obrer Espanyol (PSOE) i Partit Nacionalista Basc (PNB).
El 23 de gener de 1995, poc abans de les eleccions municipals de maig, mentre menjava en un restaurant de la Part Vella de Sant Sebastià amb els seus companys de l'ajuntament, entre ells María San Gil, va ser assassinat per un comando d'ETA format per Francisco Javier García Gaztelu, "Txapote" i Juan Ramón Casatorre, "Zapata", sense que hagi pogut determinar-se quin dels dos va estrènyer el gallet. La seva tomba ha estat profanada diverses vegades.